# Osmanisch-Polnische Kriege

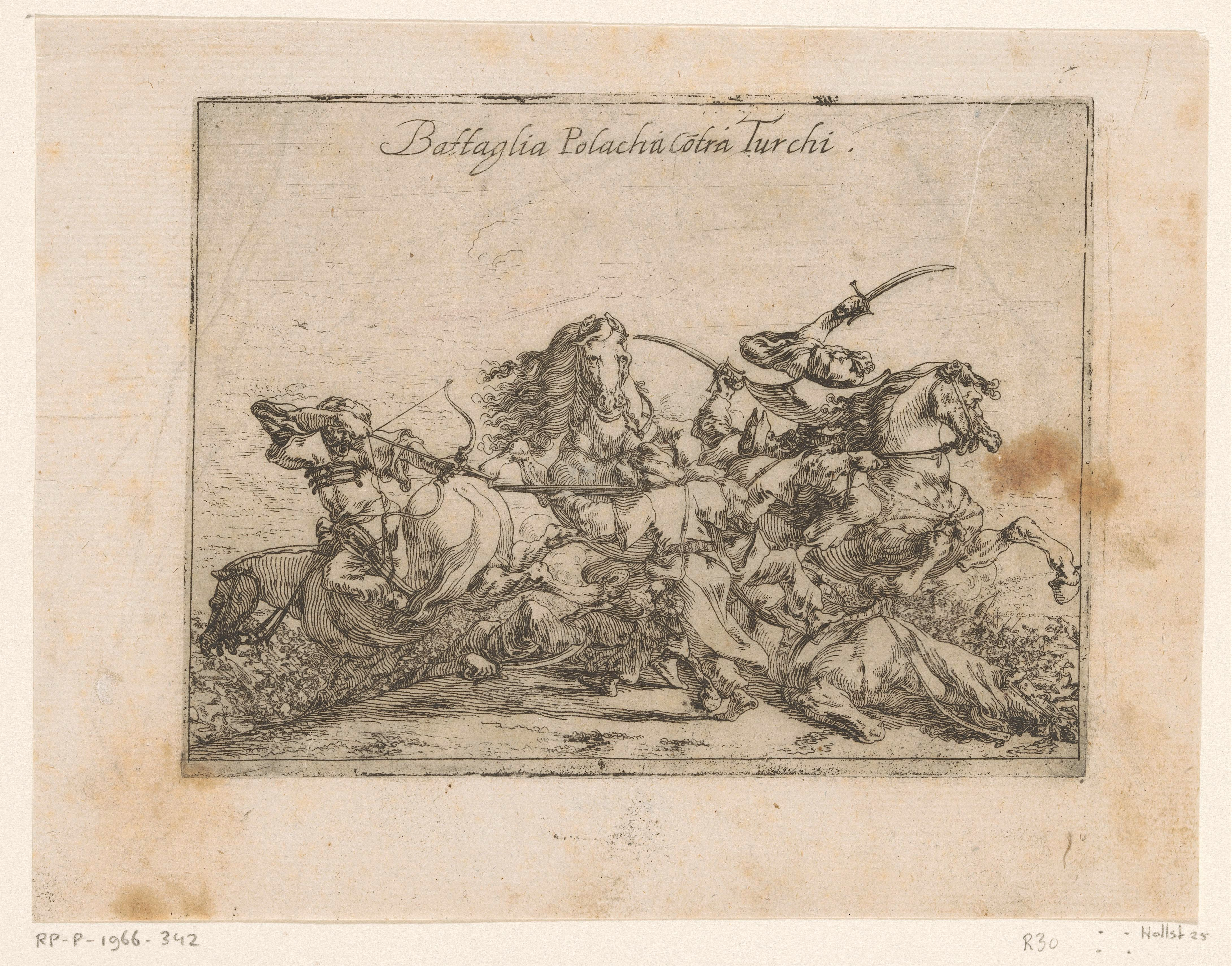
Schlachtszene von 1633

Als Osmanisch-Polnische Kriege oder Polnische Türkenkriege bezeichnet man eine Reihe von Kriegen, die im 17. Jahrhundert zwischen Polen-Litauen und dem Osmanischen Reich ausgefochten wurden. Auslöser dieser Kriege waren Gebietsstreitigkeiten um die Donaufürstentümer und Podolien. Die zu den Türkenkriegen zählenden Kriege fanden in dem Zeitraum von 1620 bis 1699 statt. Deren Ende markierte der Frieden von Karlowitz. Nach der Annexion Oberungarns und Siebenbürgens übernahm nun Österreich die Rolle als Mitteleuropas alleiniges „Bollwerk“ gegen die Osmanen. Zwar besaß Polen weiterhin, noch bis zur Zweiten Polnischen Teilung 1793, eine gemeinsame Grenze mit dem osmanischen Vasallenfürstentum Moldau, es kam aber zwischen Warschau und der Hohen Pforte bis zum Verschwinden Polens von der Landkarte mit der Dritten Teilung Polens 1795 zu keiner kriegerischen Auseinandersetzung mehr.

## Chronologie
- 1607: Der Polnisch-Osmanische Frieden beendete eine Reihe von Raubzügen der Krimtataren und Kosaken.
- 1617: Im Vertrag von Buscha wurde zunächst ein weiterer Waffengang verhindert.
- Im Osmanisch-Polnischen Krieg von 1620 bis 1621 ging es um die Schutzherrschaft über die Donaufürstentümer Moldau und Walachei. Polen-Litauen konnte sich nicht durchsetzen und musste 1621 den für die Osmanen vorteilhaften Vertrag von Chocim schließen.
- Der Osmanisch-Polnische Krieg von 1633 bis 1634 wurde nur zwischen den Truppen des Paschas des Eyâlets Silistra, Abaza Mehmed Paşa, und des Khans der Nogaier-Horde sowie dem polnischen Aufgebot, das von Hetman Stanisław Koniecpolski kommandiert wurde, ausgefochten. Der Krieg endete mit der Erneuerung des Vertrages von Chocim.
- Im Osmanisch-Polnischen Krieg von 1672 bis 1676 verlor Polen-Litauen, das im Bunde mit einem Teil der Kosaken der Westukraine und mit der Walachei stand, seine Souveränität über Podolien an das Osmanische Reich, auf dessen Seite die Kosaken unter Petro Doroschenko und das Khanat der Krim standen.
- Im Osmanisch-Polnischen Krieg von 1683–1699, der zeitgleich mit dem im deutschen Sprachraum so bezeichneten Großen Türkenkrieg stattfand und quasi ein Teil desselben war, kämpfte Polen-Litauen zusammen mit dem Heiligen Römischen Reich und der Republik Venedig. Polen-Litauen war maßgeblich am Entsatz von Wien 1683 beteiligt.
- 1699: Im Frieden von Karlowitz erhielt Polen-Litauen Podolien mit der wichtigen Festung Kamieniec Podolski zurück. Von den Friedensverträgen, die im Rahmen der Verhandlungen in Karlowitz zwischen den Osmanen auf der einen und den Habsburgern, Venedig, Russland und Polen-Litauen auf der anderen Seite ausgehandelt wurden, blieb der Vertrag mit Polen-Litauen als einziger dauerhaft bestehen.